# Eduard Schopf
Eduard Schopf (* 8. Juli 1893 in Hockenheim; † 10. Juni 1935 in Mözen bei Bad Segeberg) war ein deutscher Kaufmann in Bremen und Gründer der Firma Eduscho.

## Leben
Eduard Schopf entstammte einer katholischen Familie. Sein Vater Georg (1856–1919) war Kohlenhändler und Gastwirt in Hockenheim, wo er auch den Gewerbeverein mitbegründete und von 1903 bis 1912 Mitglied im Bürgerausschuss war, dem erweiterten Stadtrat. 1883 heiratete er Elisabetha Hartmann (1858–1909). Das Paar hatte neben Eduard neun weitere Kinder, von denen zwei jung starben.
Eduard Schopf erlernte bei der Volksbank Hockenheim den Beruf des Kaufmanns. Bevor er von 1916 bis 1918 am Ersten Weltkrieg teilnahm, wo er einem preußischen Telegraphen-Bataillon angehörte, arbeitete er bei einer Baufirma in Rastatt. Dort lernte er seine evangelische Frau Friedel Hildebrandt (1896–1987) kennen, die er 1922 heiratete. Zu diesem Zeitpunkt lebte er bereits in Bremen. Das Paar hatte drei Kinder.
Eduard Schopf starb, erst 41-jährig, 1935 an einem Herzinfarkt beim Baden im Mözener See bei Bad Segeberg. In Mözen war er mit seiner Familie bei seinem Freund und Geschäftspartner Bernhard (Bernd) Rothfos eingeladen.

## Werk
Eduard Schopf begann seine berufliche Karriere als Kaufmann in Bremen 1920 mit einem Brennstoff- und Baumaterialhandel. Später beteiligte er sich dann an einem kleinen Lebensmittelversandgeschäft in Bremen. Er erkannte im Direktversand von typisch bremischen Importprodukten wie Kaffee, Kakao und Tee eine Marktchance. So belieferte er die Konsumenten mit Kaffee, welcher vorher von Lohnarbeitern geröstet wurde. Zunächst war sein Unternehmen ein Einmannbetrieb, wobei er selbst in der Waschküche seiner Mietwohnung die Versandpakete schnürte. Schopfs Kundenorientierung war beispielhaft, so lieferte er seinen Kaffee selbst in entlegenste Ortschaften. Dadurch gelang ihm ein rascher Aufstieg seines Unternehmens.
1924 gründete er seine eigene Kaffeerösterei, wobei er seine Vertriebsstrategie des ausschließlichen Postvertriebs beibehielt und keine Filialen gründete. Seine Firma nannte er zunächst ESB (Eduard Schopf Bremen). Seit 1925 benutzte er das Akronym Eduscho (ursprünglich eduScho geschrieben), abgeleitet aus den Anfangsbuchstaben seines Vor- und Nachnamens.
Schopf übernahm 1928 die Siedentopf GmbH, um neben Eduscho noch eine weitere Kaffeegroßrösterei und den Versand von Tee, Kakao und Schokolade zu betreiben.
Nach seinem frühen Tod führte seine Frau Friedel das Unternehmen fort und baute Eduscho nach der völligen Zerstörung des Hauptgebäudes im Zweiten Weltkrieg wieder auf. Bernd Rothfos wurde eine Generalvollmacht über die Bremer Rösterei und die Vormundschaft über den Sohn Rolf (1928–2018) übertragen, der 1952 die Firmenleitung übernahm, bis die Unternehmung 1996/97 an Tchibo verkauft wurde.
Rolf Schopf übertrug 1996 seinem Sohn Bernd Schopf die Coffein Compagnie in Bremen-Sebaldsbrück, die sich zum Weltmarktführer für die Entkoffeinierung von Kaffee und Tee entfaltete, ein Verfahren, das von 1903 bis 1905 von Ludwig Roselius entwickelt worden war.

## Ehrungen
- Die Eduard-Schopf-Allee in der Überseestadt von Bremen wurde nach ihm benannt. An dieser Allee liegen die ehemaligen Verwaltungsgebäude, die heute das Kaffee-Quartier bilden.